# 霍普威爾 (李縣)
霍普威爾（英語：Hopewell）是一個位於美國阿拉巴馬州李縣的非建制地區。該地的面積和人口皆未知。

## 地理
霍普威爾的座標為32°31′30″N 85°18′09″W / 32.52500°N 85.30250°W，而該地的平均海拔高度為209米（即686英尺）。